# Gabrielle Anwar
Gabrielle Anwar (Laleham, Middlesex; 4 de febrero de 1970) es una actriz británica, conocida por sus papeles en la década de 1990 en las películas Scent of a Woman, Los tres mosqueteros y Secuestradores de cuerpos (Body Snatchers).

## Biografía

### Inicios
Su padre es Tariq Anwar, un editor de películas, y su madre, Shirley Hills, es una actriz inglesa. Anwar acudió al Laleham C. of E. Primary and Middle School desde 1975 hasta 1982. También estudió en una escuela londinense de interpretación y baile.

### Carrera
El debut en la actuación de Anwar se produjo en la miniserie británica  Hideaway, mientras que en el cine debutó en Manifesto, que fue seguida por otras producciones británicas que incluyen First Born, Summer's Lease, Press Gang y The Mysteries of the Dark Jungle. Mientras trabajaba en el cine y la televisión en Londres, conoció al actor estadounidense Craig Sheffer, y se trasladó con él a Hollywood. Anwar y Sheffer han coprotagonizado juntos varias películas, tales como In Pursuit of Honor, The Grave,Turbulence 3: Heavy Metal, Flying Virus, Save It for Later, Water Under the Bridge y Long Lost Son.
Su primera película estadounidense fue If Looks Could Kill. Continuó en las aclamadas Wild Hearts Can't Be Broken, Scent of a Woman, Secuestradores de cuerpos, Conserje a su medida y Los tres mosqueteros.
En 1993, la revista People la nombró como una de las 50 mujeres más bellas del mundo.
Anwar también participó en la serie de televisión John Doe. Recientemente participó en The Librarian: Return to King Solomon's Mines, junto a Noah Wyle.
Anwar interpreta a María Tudor, hija del rey Enrique VII y hermana del rey Enrique VIII, en la serie de Showtime Los Tudor, estrenada en abril de 2007.
También estrenada a mediados de 2007, Anwar coprotagoniza la serie Burn Notice como Fiona Glenanne. Aunque interpreta el personaje con un rudo acento irlandés en el episodio piloto, en el segundo Fiona habla con acento norteamericano.

### Vida personal
Anwar tiene una hija, Willow, nacida en 1993, con la que apareció en la película Daddy Who? El padre de Willow es el actor estadounidense Craig Sheffer, con quien Anwar mantuvo una larga relación desde finales de los 80 hasta los 90. Anwar posteriormente se casó con el actor John Verea; la pareja tuvo un hijo y una hija antes de divorciarse. También Anwar tuvo una relación con el actor Johnathon Schaech en 1997.

## Filmografía

### Film
| Año  | Título                                  | Rol                        |
| ---- | --------------------------------------- | -------------------------- |
| 1988 | Manifesto                               | Tina                       |
| 1991 | If Looks Could Kill                     | Mariska Blade              |
| 1991 | Wild Hearts Can't Be Broken             | Sonora Webster             |
| 1992 | Scent of a Woman                        | Donna                      |
| 1993 | Body Snatchers                          | Marti Malone               |
| 1993 | For Love or Money                       | Andy Hart                  |
| 1993 | Los tres mosqueteros                    | Reina Anne                 |
| 1995 | Things to Do in Denver When You're Dead | Dagney                     |
| 1995 | Innocent Lies                           | Celia Graves               |
| 1996 | The Grave                               | Jordan                     |
| 1997 | Nevada                                  | Linny                      |
| 1997 | Sub Down                                | Laura Dyson                |
| 1998 | Beach Movie                             | Sunny                      |
| 1999 | The Manor                               | Charlotte Kleiner          |
| 1999 | Kimberly                                | Kimberly                   |
| 2000 | If You Only Knew                        | Kate                       |
| 2000 | The Guilty                              | Sophie Lennon              |
| 2000 | North Beach                             | Lu                         |
| 2001 | Flying Virus                            | Ann Bauer                  |
| 2001 | Turbulence 3: Heavy Metal               | Agente del FBI Kate Hayden |
| 2003 | Save It for Later                       | Catherine                  |
| 2006 | 9/Tenths                                | Jessica                    |
| 2006 | The Marsh                               | Claire Holloway            |
| 2006 | Crazy Eights                            | Beth Patterson             |
| 2008 | iMurders                                | Lindsay Jefferies          |
| 2011 | A Warrior's Heart                       | Claire Sullivan            |
| 2011 | The Family Tree                         | Nina                       |
| 2019 | The Last Summer                         | Madre de Griffin           |

### Televisión
| Año       | Título                                            | Rol                                       | Notas                                          |
| --------- | ------------------------------------------------- | ----------------------------------------- | ---------------------------------------------- |
| 1986      | Hideaway                                          | Tracy Wright                              | Rol principal                                  |
| 1988      | The StoryTeller                                   | Lidia                                     | Episodio: "Fearnot"                            |
| 1988      | First Born                                        | Nell Forester                             | Episodio 1.3                                   |
| 1989      | Summer's Lease                                    | Chrissie Kettering                        | Episodios: "A Battlefield", "The Urbino Trail" |
| 1989      | Prince Caspian and the Voyage of the Dawn Treader | Princesa                                  | Episodio1.6                                    |
| 1990      | Press Gang                                        | Sam Black                                 | Rol principal (serie 2)                        |
| 1991      | The Mystery of the Black Jungle                   | Ada Corishant                             | Miniserie                                      |
| 1992      | Beverly Hills, 90210                              | Tricia Kinney                             | Episodio: "Fire and Ice"                       |
| 1993      | Fallen Angels                                     | Delia                                     | Episodio: "Dead End for Delia"                 |
| 1995      | In Pursuit of Honor                               | Jessica Stewart                           | Film para TV                                   |
| 1997      | The Ripper                                        | Florry Lewis                              | Film para TV                                   |
| 1999      | My Little Assassin                                | Marita Lorenz                             | Film para TV                                   |
| 2000      | Without Malice                                    | Susan                                     | Film para TV                                   |
| 2000      | How to Marry a Billionaire: A Christmas Tale      | Jenny Seeger                              | Film para TV                                   |
| 2001      | The Practice                                      | Katie Defoe                               | Episodio: "Dangerous Liaisons"                 |
| 2002      | Sherlock: Case of Evil                            | Rebecca Doyle                             | Film para TV                                   |
| 2002      | John Doe                                          | Rachel Penbroke                           | Episodios: "Manifest Destiny", "Tone Dead"     |
| 2004      | Try to Remember                                   | Lisa Monroe                               | Film para TV                                   |
| 2005      | Mysterious Island                                 | Jane                                      | Film para TV                                   |
| 2006      | Long Lost Son                                     | Kristen Sheppard / Halloran / Collins     | Film para TV                                   |
| 2006      | The Librarian: Return to King Solomon's Mines     | Emily Davenport                           | Film para TV                                   |
| 2007      | The Tudors                                        | Princesa Margaret                         | Rol recurrente (temporada 1), 6 episodios      |
| 2007–2013 | Burn Notice                                       | Fiona Glenanne                            | Rol principal                                  |
| 2008      | Law & Order: Special Victims Unit                 | Eva Sintzel                               | Episodio: "Inconceivable"                      |
| 2010      | Lies Between Friends                              | Joss Jenner                               | Film para TV                                   |
| 2011      | Carnal Innocence                                  | Caroline Waverly                          | Film para TV                                   |
| 2017–2018 | Once Upon a Time                                  | Lady Rapunzel Tremaine / Victoria Belfrey | Rol principal (temporada 7)                    |

### Music videos
- Pretty Little Head (1986), de Paul McCartney
- Into the Great Wide Open (1991), de Tom Petty and the Heartbreakers, como la novia de as Eddie